# Can Regent
Can Regent és una obra de Montgat (Maresme) inclosa a l'Inventari del Patrimoni Arquitectònic de Catalunya.

## Descripció
L'antiga masia de Can Regent, de tipus basilical, ha sofert notables reformes que han modificat totalment l'antiga fesomia. Només s'ha conservat d'original el mur de tancament de la propietat i la capella. El mur intercala, al llarg de tot ell, un espai de reixat de ferro amb un espai tancat per paret de pedra, arrebossada, i acabada en una forma triangular que a la seva part superior està decorada amb hídries i elements ornamentals en forma de pinya, realitzats amb terra cuita.
En un angle del recinte hi ha la petita capella. Està coberta amb una teulada de dos vessants amb el carener perpendicular a la façana. De la façana sobresurt una llarga espadanya d'un sol ull.